# Resolutie 2133 Veiligheidsraad Verenigde Naties
Resolutie 2133 van de Veiligheidsraad van de Verenigde Naties werd met unanimiteit van stemmen aangenomen door de VN-Veiligheidsraad op 27 januari 2014. De resolutie bevestigde eerdere maatregelen tegen terrorisme en vroeg landen nauw samen te werken bij ontvoeringen en gijzelingsacties door terreurgroepen.

## Inhoud

### Waarnemingen
De Veiligheidsraad bevestigde dat terrorisme een van de grootste bedreigingen voor de internationale vrede en veiligheid vormde en onder geen enkele omstandigheden te rechtvaardigen was. De lidstaten waren verplicht de financiering van terreurdaden te voorkomen en bestrijden. Incidenten waarbij terreurgroepen mensen ontvoerden en gijzelden om geld op te halen of politieke toegevingen af te dwingen werden sterk veroordeeld. Dit soort incidenten kwam steeds vaker voor — en dan vooral bij Al Qaida — en financierde toekomstige ontvoeringen en gijzelingen.

### Handelingen
Resolutie 1373 uit 2001 werd bevestigd; in het bijzonder de verplichting van landen om de financiering, rekrutering en bewapening van terreurgroepen te bestrijden. Landen werden opgeroepen te voorkomen dat terroristen losgeld of politieke concessies kregen, de bevrijding van gijzelaars te bewerkstelligen en nauw samen te werken bij incidenten.

## Verwante resoluties
- Resolutie 2083 Veiligheidsraad Verenigde Naties (2012)
- Resolutie 2129 Veiligheidsraad Verenigde Naties (2013)
- Resolutie 2178 Veiligheidsraad Verenigde Naties

Lijst ·  2133 ·  2134 ·  2135 ·  2136 ·  2137 ·  2138 ·  2139 ·  2140 ·  2141 ·  2142 ·  2143 ·  2144 ·  2145 ·  2146 ·  2147 ·  2148 ·  2149 ·  2150 ·  2151 ·  2152 ·  2153 ·  2154 ·  2155 ·  2156 ·  2157 ·  2158 ·  2159 ·  2160 ·  2161 ·  2162 ·  2163 ·  2164 ·  2165 ·  2166 ·  2167 ·  2168 ·  2169 ·  2170 ·  2171 ·  2172 ·  2173 ·  2174 ·  2175 ·  2176 ·  2177 ·  2178 ·  2179 ·  2180 ·  2181 ·  2182 ·  2183 ·  2184 ·  2185 ·  2186 ·  2187 ·  2188 ·  2189 ·  2190 ·  2191 ·  2192 ·  2193 ·  2194 ·  2195